# Olympische Winterspiele 2022/Teilnehmer (Kasachstan)
| Gelbes Symbol für Goldmedaillen mit stilisierten Olympischen Ringen | Graues Symbol für Silbermedaillen mit stilisierten Olympischen Ringen | Braundes Symbol für Bronzemedaillen mit stilisierten Olympischen Ringen |
| ------------------------------------------------------------------- | --------------------------------------------------------------------- | ----------------------------------------------------------------------- |
| —                                                                   | —                                                                     | —                                                                       |

Kasachstan nahm an den Olympischen Winterspielen 2022 in Peking mit 34 Athleten, davon 17 Männer und 17 Frauen, in acht Sportarten teil. Es war die neunte Teilnahme des Landes an Olympischen Winterspielen.

## Teilnehmer nach Sportarten

### Biathlon
| Athleten                         | Wettbewerbe        | Zeit        | Fehler      | Rang |
| -------------------------------- | ------------------ | ----------- | ----------- | ---- |
| Frauen                           |                    |             |             |      |
| Galina Wischnewskaja-Scheporenko | 7,5 km Sprint      | 23:22,6 min | 1 (1+0)     | 52   |
| Galina Wischnewskaja-Scheporenko | 10 km Verfolgung   | 41:47,9 min | 4 (1+0+0+3) | 52   |
| Galina Wischnewskaja-Scheporenko | 15 km Einzel       | 49:32,3 min | 1 (0+1+0+0) | 44   |
| Männer                           |                    |             |             |      |
| Wladislaw Kirejew                | 10 km Sprint       | 27:21,7 min | 1 (1+0)     | 77   |
| Wladislaw Kirejew                | 20 km Einzel       | 52:29,2 min | 0 (0+0+0+0) | 25   |
| Alexander Muchin                 | 10 km Sprint       | 26:37,2 min | 1 (1+0)     | 49   |
| Alexander Muchin                 | 12,5 km Verfolgung | 47:45,0 min | 8 (3+1+2+2) | 57   |
| Alexander Muchin                 | 20 km Einzel       | 55:00,4 min | 4 (1+1+0+2) | 52   |

### Eisschnelllauf
| Athleten           | Wettbewerbe | Zeit         | Rang |
| ------------------ | ----------- | ------------ | ---- |
| Frauen             |             |              |      |
| Jekaterina Aidowa  | 500 m       | 38,54 s      | 20   |
| Jekaterina Aidowa  | 1000 m      | 1:16,70 min  | 19   |
| Jekaterina Aidowa  | 1500 m      | 1:59,01 min  | 18   |
| Nadeschda Morosowa | 1000 m      | 1:15,69 min  | 11   |
| Nadeschda Morosowa | 1500 m      | 1:56,85 min  | 14   |
| Nadeschda Morosowa | 3000 m      | 4:04,97 min  | 13   |
| Männer             |             |              |      |
| Iwan Arschanikow   | 500 m       | 35,82 s      | 28   |
| Denis Kusin        | 1000 m      | 1:10,077 min | 23   |
| Dmitri Morosow     | 1000 m      | 1:09,61 min  | 17   |
| Dmitri Morosow     | 1500 m      | 1:47,01 min  | 18   |

| Athleten           | Wettbewerbe | Halbfinale | Halbfinale | Finale        | Finale        | Rang |
| Athleten           | Wettbewerbe | Punkte     | Rang       | Punkte        | Rang          | Rang |
| ------------------ | ----------- | ---------- | ---------- | ------------- | ------------- | ---- |
| Frauen             |             |            |            |               |               |      |
| Nadeschda Morosowa | Massenstart | 3          | 8          | 0             | 14            | 14   |
| Männer             |             |            |            |               |               |      |
| Dmitri Morosow     | Massenstart | 2          | 10         | ausgeschieden | ausgeschieden | 19   |

### Freestyle-Skiing
| Athleten            | Wettbewerbe | Qualifikation | Qualifikation | Qualifikation | Qualifikation | Finale        | Finale        | Finale        | Finale        | Finale        | Finale        | Rang |
| Athleten            | Wettbewerbe | Runde 1       | Runde 1       | Runde 2       | Runde 2       | Runde 1       | Runde 1       | Runde 2       | Runde 2       | Runde 3       | Runde 3       | Rang |
| Athleten            | Wettbewerbe | Punkte        | Rang          | Punkte        | Rang          | Punkte        | Rang          | Punkte        | Rang          | Punkte        | Rang          | Rang |
| ------------------- | ----------- | ------------- | ------------- | ------------- | ------------- | ------------- | ------------- | ------------- | ------------- | ------------- | ------------- | ---- |
| Frauen              |             |               |               |               |               |               |               |               |               |               |               |      |
| Ajaulym Amrenowa    | Buckelpiste | 66,82         | 16            | 65,78         | 12            | ausgeschieden | ausgeschieden | ausgeschieden | ausgeschieden | ausgeschieden | ausgeschieden | 22   |
| Julija Galyschewa   | Buckelpiste | DNS           | DNS           | 69,21         | 9             | 74,97         | 7             | 49,74         | 11            | ausgeschieden | ausgeschieden | 11   |
| Anastassija Gorodko | Buckelpiste | DNF           | DNF           | 67,47         | 11            | ausgeschieden | ausgeschieden | ausgeschieden | ausgeschieden | ausgeschieden | ausgeschieden | 21   |
| Olessja Graur       | Buckelpiste | 57,18         | 23            | 38,48         | 18            | ausgeschieden | ausgeschieden | ausgeschieden | ausgeschieden | ausgeschieden | ausgeschieden | 28   |
| Männer              |             |               |               |               |               |               |               |               |               |               |               |      |
| Pawel Kolmakow      | Buckelpiste | 74,09         | 17            | 74,90         | 11            | ausgeschieden | ausgeschieden | ausgeschieden | ausgeschieden | ausgeschieden | ausgeschieden | 21   |
| Dmitri Reicherd     | Buckelpiste | 75,43         | 12            | 74,90         | 7             | 76,90         | 9             | 76,77         | 8             | ausgeschieden | ausgeschieden | 8    |

| Athleten                | Wettbewerbe | Qualifikation | Qualifikation | Qualifikation | Qualifikation | Finale 1      | Finale 1      | Finale 1      | Finale 1      | Finale 2      | Finale 2      | Rang |
| Athleten                | Wettbewerbe | Runde 1       | Runde 1       | Runde 2       | Runde 2       | Runde 1       | Runde 1       | Runde 2       | Runde 2       | Finale 2      | Finale 2      | Rang |
| Athleten                | Wettbewerbe | Punkte        | Rang          | Punkte        | Rang          | Punkte        | Rang          | Punkte        | Rang          | Punkte        | Rang          | Rang |
| ----------------------- | ----------- | ------------- | ------------- | ------------- | ------------- | ------------- | ------------- | ------------- | ------------- | ------------- | ------------- | ---- |
| Frauen                  |             |               |               |               |               |               |               |               |               |               |               |      |
| Schanbota Aldabergenowa | Aerials     | 80,56         | 12            | 68,26         | 7             | ausgeschieden | ausgeschieden | ausgeschieden | ausgeschieden | ausgeschieden | ausgeschieden | 13   |
| Aqmarschan Qalmursajewa | Aerials     | 70,86         | 19            | 98,68         | 1             | 52,36         | 12            | 71,23         | 7             | ausgeschieden | ausgeschieden | 11   |
| Männer                  |             |               |               |               |               |               |               |               |               |               |               |      |
| Schersod Chaschirbajew  | Aerials     | 109,74        | 15            | 69,23         | 18            | ausgeschieden | ausgeschieden | ausgeschieden | ausgeschieden | ausgeschieden | ausgeschieden | 19   |

### Nordische Kombination
| Athleten            | Wettbewerb                               | Skispringen | Skispringen | Skispringen | Langlauf    | Langlauf | Rang |
| Athleten            | Wettbewerb                               | Weite       | Punkte      | Rang        | Zeit        | Rang     | Rang |
| ------------------- | ---------------------------------------- | ----------- | ----------- | ----------- | ----------- | -------- | ---- |
| Männer              |                                          |             |             |             |             |          |      |
| Schyngghys Rakparow | Gundersenwettkampf (Normalschanze/10 km) | 79,5 m      | 69,9        | 38          | 32:03,1 min | 41       | 41   |
| Schyngghys Rakparow | Gundersenwettkampf (Großschanze/10 km)   | 111,5 m     | 69,6        | 38          | 30:07,5 min | 43       | 43   |

### Shorttrack
| Athleten                                                                      | Wettbewerb     | Vorlauf      | Vorlauf | Viertelfinale | Viertelfinale | Halbfinale    | Halbfinale    | Finale A/B    | Finale A/B    | Rang          |
| Athleten                                                                      | Wettbewerb     | Zeit         | Rang    | Zeit          | Rang          | Zeit          | Rang          | Zeit          | Rang          | Rang          |
| ----------------------------------------------------------------------------- | -------------- | ------------ | ------- | ------------- | ------------- | ------------- | ------------- | ------------- | ------------- | ------------- |
| Frauen                                                                        |                |              |         |               |               |               |               |               |               |               |
| Olga Tichonowa                                                                | 1000 m         | 1:56,438 min | 3       | ausgeschieden | ausgeschieden | ausgeschieden | ausgeschieden | ausgeschieden | ausgeschieden | 24            |
| Olga Tichonowa                                                                | 1500 m         | —            | —       | PEN           | PEN           | ausgeschieden | ausgeschieden | ausgeschieden | ausgeschieden | ausgeschieden |
| Männer                                                                        |                |              |         |               |               |               |               |               |               |               |
| Absal Äschghalijew                                                            | 500 m          | 40,870 s     | 1       | 40,643 s      | 3             | 40,462 s      | 2             | 40,869 s      | 4 (A)         | 4             |
| Ädil Ghaliachmetow                                                            | 500 m          | 40,722 s     | 2       | 40,925 s      | 5             | ausgeschieden | ausgeschieden | ausgeschieden | ausgeschieden | 19            |
| Ädil Ghaliachmetow                                                            | 1000 m         | 1:24,855 min | 3       | ausgeschieden | ausgeschieden | ausgeschieden | ausgeschieden | ausgeschieden | ausgeschieden | 22            |
| Ädil Ghaliachmetow                                                            | 1500 m         | —            | —       | 2:11,823 min  | 2             | 2:18,291 min  | 4             | 2:11,584 min  | 8 (A)         | 8             |
| Denis Nikischa                                                                | 500 m          | 40,482 s     | 1       | 40,355 s      | 1             | 41,005 s      | 4             | 41,329 s      | 3 (B)         | 8             |
| Denis Nikischa                                                                | 1500 m         | —            | —       | PEN           | PEN           | ausgeschieden | ausgeschieden | ausgeschieden |               |               |
| Mixed                                                                         |                |              |         |               |               |               |               |               |               |               |
| Jana Chan Olga Tichonowa Denis Nikischa Absal Äschghalijew Ädil Ghaliachmetow | 2000 m Staffel | —            | —       | 2:43,004 min  | 3             | 2:42,575 min  | 3             | 2:44,148 min  | 2 (B)         | 5             |

### Ski Alpin
| Athleten            | Wettbewerbe  | 1. Lauf     | 1. Lauf | 2. Lauf       | 2. Lauf       | Gesamt        | Gesamt        |
| Athleten            | Wettbewerbe  | Zeit        | Rang    | Zeit          | Rang          | Zeit          | Rang          |
| ------------------- | ------------ | ----------- | ------- | ------------- | ------------- | ------------- | ------------- |
| Frauen              |              |             |         |               |               |               |               |
| Alexandra Troizkaja | Slalom       | DNF         | DNF     | ausgeschieden | ausgeschieden | ausgeschieden | ausgeschieden |
| Männer              |              |             |         |               |               |               |               |
| Sachar Kutschin     | Riesenslalom | DNF         | DNF     | ausgeschieden | ausgeschieden | ausgeschieden | ausgeschieden |
| Sachar Kutschin     | Slalom       | 1:03,68 min | 43      | 58,98 s       | 37            | 2:02,66 min   | 36            |

### Skilanglauf
| Athleten                                                                | Wettbewerbe      | Zeit        | Rang |
| ----------------------------------------------------------------------- | ---------------- | ----------- | ---- |
| Frauen                                                                  |                  |             |      |
| Irina Bykowa                                                            | 30 km Freistil   | 1:42:42,0 h | 54   |
| Xenija Schalygina                                                       | 10 km Klassisch  | 32:09,9 min | 53   |
| Xenija Schalygina                                                       | 15 km Skiathlon  | 50:37,7 min | 48   |
| Angelina Schuryga                                                       | 10 km Klassisch  | 32:08,8 min | 52   |
| Angelina Schuryga                                                       | 15 km Skiathlon  | 50:55,3 min | 49   |
| Angelina Schuryga                                                       | 30 km Freistil   | 1:36:29,6 h | 42   |
| Nadeschda Stepaschkina                                                  | 10 km Klassisch  | 32:27,2 min | 57   |
| Nadeschda Stepaschkina                                                  | 15 km Skiathlon  | 53:35,3 min | 58   |
| Nadeschda Stepaschkina                                                  | 30 km Freistil   | 1:39:38,8 h | 49   |
| Walerija Tjulenewa                                                      | 10 km Klassisch  | 32:52,1 min | 59   |
| Walerija Tjulenewa                                                      | 15 km Skiathlon  | 51:30,8 min | 51   |
| Xenija Schalygina Angelina Schuryga Nadeschda Stepaschkina Irina Bykowa | 4 × 5-km-Staffel | 1:01:15,4 h | 15   |
| Männer                                                                  |                  |             |      |
| Witali Puchkalo                                                         | 15 km Klassisch  | 40:39,6 min | 25   |
| Witali Puchkalo                                                         | 30 km Skiathlon  | 1:23:45,1 h | 32   |
| Jewgeni Welitschko                                                      | 15 km Klassisch  | 41:27,3 min | 40   |
| Jewgeni Welitschko                                                      | 30 km Skiathlon  | LAP         | 55   |
| Jewgeni Welitschko                                                      | 50 km Freistil   | 1:18:43,8 h | 43   |

| Athleten                                 | Wettbewerbe | Qualifikation | Qualifikation | Viertelfinale | Viertelfinale | Halbfinale    | Halbfinale    | Finale        | Finale        | Rang |
| Athleten                                 | Wettbewerbe | Zeit          | Rang          | Zeit          | Rang          | Zeit          | Rang          | Zeit          | Rang          | Rang |
| ---------------------------------------- | ----------- | ------------- | ------------- | ------------- | ------------- | ------------- | ------------- | ------------- | ------------- | ---- |
| Frauen                                   |             |               |               |               |               |               |               |               |               |      |
| Irina Bykowa                             | Sprint      | 3:42,70 min   | 68            | ausgeschieden | ausgeschieden | ausgeschieden | ausgeschieden | ausgeschieden | ausgeschieden | 68   |
| Xenija Schalygina                        | Sprint      | 3:41,55 min   | 67            | ausgeschieden | ausgeschieden | ausgeschieden | ausgeschieden | ausgeschieden | ausgeschieden | 67   |
| Angelina Schuryga                        | Sprint      | 3:35,93 min   | 60            | ausgeschieden | ausgeschieden | ausgeschieden | ausgeschieden | ausgeschieden | ausgeschieden | 60   |
| Nadeschda Stepaschkina                   | Sprint      | 3:32,56 min   | 51            | ausgeschieden | ausgeschieden | ausgeschieden | ausgeschieden | ausgeschieden | ausgeschieden | 51   |
| Nadeschda Stepaschkina Xenija Schalygina | Team-Sprint | —             | —             | —             | —             | 24:57,59 min  | 10            | ausgeschieden | ausgeschieden | 19   |
| Männer                                   |             |               |               |               |               |               |               |               |               |      |
| Witali Puchkalo                          | Sprint      | 3:06,31 min   | 66            | ausgeschieden | ausgeschieden | ausgeschieden | ausgeschieden | ausgeschieden | ausgeschieden | 66   |
| Jewgeni Welitschko                       | Sprint      | 3:04,52 min   | 62            | ausgeschieden | ausgeschieden | ausgeschieden | ausgeschieden | ausgeschieden | ausgeschieden | 62   |

### Skispringen
| Athleten           | Wettbewerb    | Qualifikation | Qualifikation | Qualifikation | 1. Durchgang  | 1. Durchgang  | 1. Durchgang  | 2. Durchgang  | 2. Durchgang  | 2. Durchgang  | Gesamt        | Gesamt |
| Athleten           | Wettbewerb    | Weite         | Punkte        | Rang          | Weite         | Punkte        | Rang          | Weite         | Punkte        | Rang          | Punkte        | Rang   |
| ------------------ | ------------- | ------------- | ------------- | ------------- | ------------- | ------------- | ------------- | ------------- | ------------- | ------------- | ------------- | ------ |
| Männer             |               |               |               |               |               |               |               |               |               |               |               |        |
| Sergei Tkatschenko | Normalschanze | 68,0 m        | 43,1          | 50            | 95,0 m        | 110,3         | 41            | ausgeschieden | ausgeschieden | ausgeschieden | 110,3         | 41     |
| Sergei Tkatschenko | Großschanze   | 103,0 m       | 60,7          | 54            | ausgeschieden | ausgeschieden | ausgeschieden | ausgeschieden | ausgeschieden | ausgeschieden | ausgeschieden | 54     |
| Danil Wassiljew    | Normalschanze | 70,5 m        | 46,2          | 49            | 92,0 m        | 101,0         | 46            | ausgeschieden | ausgeschieden | ausgeschieden | 101,0         | 46     |
| Danil Wassiljew    | Großschanze   | 98,5 m        | 69,4          | 51            | ausgeschieden | ausgeschieden | ausgeschieden | ausgeschieden | ausgeschieden | ausgeschieden | ausgeschieden | 51     |